# Simón Bolívar (film 1942)
Simón Bolívar è un film del 1942 diretto da Miguel Contreras Torres

## Produzione
Il film, prodotto da Miguel Contreras Torres e Jesús Grovas, si avvalse della consulenza storica di Vicente Lecuma.

## Distribuzione
Il film uscì in Venezuela il 9 luglio 1942. Il 15 luglio, fu distribuito in Messico e, il 21 luglio, in Colombia. Distribuito anche negli Stati Uniti con il titolo The Life of Simon Bolivar, fu presentato a Los Angeles (2 febbraio 1943) e a New York (17 giugno 1943).